# Tân Hoa, Bình Đỉnh Sơn
Tân Hoa (tiếng Trung: 新华区; bính âm: Xīnhuá qū là một khu của địa cấp thị Bình Đỉnh Sơn, tỉnh Hà Nam, Trung Quốc.

### Nhai đạo
| - Thự Quang Nhai (曙光街街道) - Quang Minh Lộ (光明路街道) - Trung Hưng Lộ (中兴路街道) - Khoáng Công Lộ (矿工路街道) - Tây Thị Trường (西市场街道) | - Tân Tân Nhai 新新街街道) - Thnah Thạch Sơn (青石山街道) - Trạm Hà Bắc Lộ (湛河北路街道) - Hồ Tân Lộ (湖滨路街道) - Tây Cao Lý (西高皇街道) |

### Trấn
- Tiêu Điếm (焦店镇)
- Trĩ Dương (滍阳镇)